# Neitoperho
Neitoperho é um filme de drama finlandês de 1997 dirigido por Auli Mantila. 
Foi selecionado como representante da Finlândia à edição do Oscar 1998, organizada pela Academia de Artes e Ciências Cinematográficas.

## Elenco
- Leea Klemola - Eevi
- Elina Hurme - Ami
- Rea Mauranen - Anja
- Henriikka Salo - Helena
- Robin Svartström - Jusu